# Movie Central
Movie Central était une chaîne de télévision canadienne payante de langue anglaise appartenant à Corus Entertainment, et diffusant des films, téléfilms et séries en avant première sur quatre canaux standards et haute définition dans l'ouest canadien à partir de la frontière Ontario-Manitoba. Elle est souvent distribuée avec Encore Avenue dans le même forfait.
Le 1er mars 2016, elle a été remplacée par son équivalent dans l'est canadien, The Movie Network (devenu Crave en 2018), exploité par Bell Media.

## Présentation
Movie Central était composé de quatre chaînes :
- Movie Central 1 (HD) : La chaîne principale dont les nouveautés et les séries de Showtime.
- Movie Central 2 (HD) : Films et séries d'action, thriller, horreur et comédies
- Movie Central 3 (HD) : Drames et romance, incluant les films indépendants et étrangers
- HBO Canada (HD) : Les séries et films original de HBO, deux heures après la version de l'est (aussi appelé HBO 2)
- Movie Central on Demand : service de vidéo à la demande
- HBO Canada on Demand : service de vidéo à la demande

## Historique
En 1982, le CRTC a attribué des licences pour les premiers service de télévision payante au Canada. SuperChannel est entré en ondes le 1er février 1983 par Allarcom.

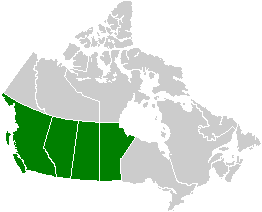
Carte du secteur couvert par Movie Central de printemps 1984 au 1er mars 2016.

Au printemps 1984, il était clair que les services de télévision payante restantes accumulaient des dettes et les services ont séparé leur territoire respectif. First Choice couvre l'est du Canada à partir de l'Ontario, et SuperChannel couvre l'ouest du Canada à partir du Manitoba. D'après leur entente, les deux services utilisent le nom commun First Choice Superchannel dont l'étoile de Superchannel est prédominant. En 1989, cette pratique s'est terminée et les services ont repris leur nom respectifs.
À la suite du lancement de TSN et MuchMusic en septembre 1984, Superchannel diffusait principalement des films.
Allarcom a été acquis par WIC, qui a lancé le service MovieMax! en 1994. Lorsque la télévision numérique par câble et satellite ont fait leur introduction au Canada, les services Superchannel 2 et 3 sont apparus, ainsi que MovieMax 2, qui étaient essentiellement un délai de quelques heures de la chaîne principale. À la suite d'une dispute avec HBO concernant le marché gris satellite et puisque WIC était un actionnaire significatif du service ExpressVu, HBO a refusé de vendre ses émissions sous licence à Superchannel.
En décembre 2000, Corus Entertainment fait l'acquisition de SuperChannel et MovieMax! à la suite de l'achat de WIC par Canwest. Le 1er avril 2001, les six chaînes de Superchannel et MovieMax ont été renommés respectivement par Movie Central, Adrenaline Drive (action), Heartland Road (romance), Shadow Lane (horreur/suspense), Encore Avenue (films classiques), et Comic Strip (comédies). Le 1er mars 2006, les noms ont été abandonnés et on se retrouvait avec quatre chaînes Movie Central et deux chaînes Encore Avenue. Le 30 octobre 2008, Movie Central 4 et Movie Central HD 1 ont été remplacés par HBO Canada à la suite d'un partenariat avec The Movie Network, ayant essentiellement le même horaire décalé de deux heures et distribués à l'échelle nationale.
Le 1er mars 2016, Corus ferme le service, les chaînes étant remplacées par The Movie Network de Bell Media.

## Films et séries originales
Presque toutes les productions originales pour la chaîne étaient financées avec The Movie Network.

## Identité visuelle (logo)

Logo de Movie Central du 1er avril 2001 à 2009
Logo de Movie Central du 2009 au 1er mars 2016